# Euclides da Cunha
Euclides da Cunha, właściwie Euclides Rodrigues Pimenta da Cunha (ur. 20 stycznia 1866, zm. 15 sierpnia 1909) – brazylijski pisarz. Jego najważniejszym dziełem jest narodowa powieść pod tytułem Os Sertões, która jest kroniką wojny w Canudos.
Był pierwowzorem literackiej postaci Dziennikarza z powieści peruwiańskiego pisarza Mario Vargasa Llosy Wojna końca świata, wydanej w 1981 roku.
Zginął w pojedynku. Na jego cześć obchodzony jest tydzień Euclidesa (Semana Euclideana).
Napisał między innymi podręcznik języka portugalskiego dla samouków.

## Życiorys
Euclides da Cunha urodził się 20 stycznia 1866 roku na Fazendzie da Saudade w Cantagalo w stanie Rio de Janeiro. Jego rodzicami byli Manoel Rodrigues Pimenta da Cunha i Eudóxia Moreira da Cunha. Ojciec pracował jako księgowy na plantacjach w prowincji Rio de Janeiro. W 1869 roku, w wieku 3 lat, zmarła matka Euclidesa. W następnym roku wraz z młodszą siostrą Adélią przeniósł się do Teresópolis, gdzie rodzeństwo zamieszkało pod opieką wujostwa Rosindy i Urbano Gouveia. Wkrótce potem Rosinda zmarła i opiekę nad dziećmi przejęła inna ciotka, Laura Moreira Garcez, mieszkająca w São Fidélis.
Euclides rozpoczął naukę w 1874 roku w Colégio Caldeira w São Fidélis. W 1877 roku przeprowadził się do Salvadoru i zamieszkał z dziadkami ze strony ojca. Naukę kontynuował w Colégio Carneiro Ribeiro. W 1879 roku wrócił do Rio de Janeiro, podejmując naukę kolejno w szkole anglo-amerykańskiej, w Vitório da Costa e Meneses Vieira i Externato Aquino. 4 grudnia 1884 roku opublikował swój pierwszy artykuł w dzienniku O Democrata. Pismo to założył wraz z kolegami. W tym samym czasie napisał tomik poezji pt. Ondas, który nie został wydany.
W 1885 roku, w wieku 19 lat Euclides da Cunha rozpoczął naukę na politechnice, jednak z powodu problemów finansowych musiał przenieść się do darmowej szkoły wojskowej Escola Militar da Praia Vermelha. Pisał wówczas artykuły do szkolnej gazety A Família Acadêmica.
4 listopada 1888 roku podczas wizytacji szkoły przez ministra wojny Tomása Coelho, Euclides da Cunha w ramach protestu przeciwko monarchii, złamał swoją szablę. Za ten incydent został wyrzucony ze szkoły.
W 1889 roku udał się do São Paulo, gdzie zatrudnił się w dzienniku O Estado de São Paulo, a w swoich artykułach bronił idei republikańskich.
Po proklamacji republiki w 1889 roku, Euclides da Cunha wrócił do Rio de Janeiro i ponownie wstąpił do wojska. Uczył się w wyższej szkole wojskowej Escola Superior de Guerra na kierunkach artyleria i inżynieria wojskowa. Zdobył licencjat w dziedzinie matematyki i nauk przyrodniczych. W tym czasie ożenił się z Aną Sólon Ribeiro, a następnie zaczął uczyć w szkole wojskowej. W 1893 roku przeniósł się do São Paulo, gdzie rozpoczął pracę w administracji Centralnych Kolei Brazylijskich. Pracował w wydziale wojskowym tej instytucji w czasie rewolucji zwanej Revolta da Armada, której celem było obalenie rządu Floriano Peixoto. Euclides pozostał wierny Peixoto, nie przeszkodziło mu to jednak skrytykować rządu w Gazeta de Notícias za złe traktowanie więźniów politycznych. Występował również przeciwko karze śmierci.  W 1896 roku ostatecznie odszedł z wojska. Karierę zakończył na stanowisku porucznika.

## Wojna Canudos
14 marca 1897 roku Euclides da Cunha opublikował w dzienniku O Estado de São Paulo serię artykułów pt. A nossa Vendeia na temat toczącej się w tamtym czasie wojny w Canudos, w interiorze stanu Bahia. Euclides występował przeciwko społeczności Canudos, prowadzonej przez Antonio Conselheiro. Podobnie jak wielu republikanów w tamtym czasie uważał, że ruch Conselheiro dąży do przywrócenia monarchii w Brazylii i jest wspierany przez zwolenników monarchii z kraju i zagranicy.
Właściciel gazety Júlio de Mesquita poprosił go, aby pojechał na miejsce walk w charakterze korespondenta, towarzysząc wojskom rządowym. We wrześniu 1897 roku Euclides przybył do głównej kwatery wojskowej nieopodal Canudos, a następnie udał się na miejsce konfliktu. Obserwował z bliska ostatnie dni walk, pisał artykuły oraz sporządzał notatki. Wrócił do Rio de Janeiro, na fazendę ojca miesiąc później.
19 stycznia 1898 roku w dzienniku O Estado de São Paulo, w artykule pt. Excertos de um livro inédito ukazały się pierwsze fragmenty jego niewydanej jeszcze książki Os Sertões. Euclides da Cunha pisał największe dzieło swojego życia w przerwach od regularnej pracy – był bowiem inżynierem zatrudnionym przy budowie mostu na rzece Rio Pardo w mieście São José do Rio Pardo. Burmistrz tego miasta stał się wielkim przyjacielem Euclidesa, ułatwiając mu pracę przy pisaniu książki.
Powieść Os Sertões została wydana w 1902 roku. Euclides da Cunha nie tylko przedstawił w niej wydarzenia, których był świadkiem w Bahia, lecz także podjął próbę analizy ludzkiej natury.
Książka jest podzielona na trzy części: Ziemia, Człowiek i Walka. Euclides przedstawia opisy geologiczne, botaniczne i geograficzne regionu. Opisuje również życie codzienne mieszkańców społeczności, zwyczaje i religijność. Relacjonuje też wyprawy wojskowe przeciwko grupie prowadzonej przez Conselheiro.
Os Sertões zapewniła Euclidesowi da Cunha miejsce w kanonie uznanych pisarzy brazylijskich. Rok po wydaniu książki został mianowany członkiem Brazylijskiej Akademii Literatury oraz Brazylijskiego Instytutu Historyczno-Geograficznego.

## Cykl amazoński
W sierpniu 1904 roku Euclides da Cunha został mianowany szefem brazylijsko-peruwiańskiej komisji, której celem było wyznaczenie granicy pomiędzy tymi dwoma krajami w górnym biegu rzeki Rio Purus. W wyniku tej wyprawy powstała książka À Margem da História, w której autor opisał proces nadmiernego eksploatowania kauczukowców w lesie amazońskim. Euclides wyruszył z Manaus do źródeł rzeki Purús i dotarł na miejsce w sierpniu 1905 roku. Dwa lata później wydał esej Peru versus Bolívia. Podczas tej podróży napisał też tekst filozoficzny pt. Judas-Ahsverus.
Po powrocie z Amazonii, Euclides uczestniczył w konferencji Castro Alves e seu tempo (Castro Alves i jego czasy) oraz napisał wstęp do książek Inferno verde Alberto Rangela i Poemas e canções Vicente de Carvalho.

## Tragiczna śmierć
Podejrzewając zdradę żony, Euclides da Cunha udał się do domu domniemanego kochanka, który był oficerem wojskowym. W wyniku sprzeczki, pisarz został trzykrotnie postrzelony w serce i zmarł 15 sierpnia 1909 roku w Rio de Janeiro.
Siedem lat później syna Euclidesa da Cunhi spotkał ten sam los, gdy chciał pomścić śmierć ojca.

## Twórczość
- 1902 – Os Sertões
- 1907 – Contrastes e confrontos
- 1907 – Peru versus Bolívia
- 1939 – Canudos, diário de uma expedição
- 1967 – Canudos e inéditos